# Anatole Taubman
Anatole Taubman, né le 23 décembre 1970 à Zurich, est un acteur britannico-suisse.

## Biographie
Anatole Taubman naît le 23 décembre 1970 à Zurich. Son père, originaire de Prusse orientale et violoniste à l'Orchestre philharmonique de Berlin, se réfugie en Angleterre en 1933 ; sa mère est une chanteuse viennoise. Tous deux sont juifs et se marient en 1960. Ses grands-parents ont des origines russes, polonaises et slovaques. Trois de ses grands-parents sont morts dans la Shoah.
Il grandit d'abord à Londres, puis à Zurich. Ses parents divorcent lorsqu'il est âgé de 5 ans et il perd son père cinq ans plus tard, d'un cancer. Il vit alors deux ans dans une famille d'accueil à Fanas, dans les Grisons,.
Il vit une adolescence difficile et aucun gymnase public du canton de Zurich ne l'accepte en son sein. Il obtient sa maturité à l'abbaye territoriale d'Einsiedeln, qui lui offre le cadre dont il avait besoin. Immédiatement après, il part aux États-Unis et étudie de 1992 à 1994[réf. nécessaire] à New York au Circle in the Square Theatre.
Il possède un passeport britannique et, depuis 2022, également la nationalité suisse.
Il épouse en 2018 en troisièmes noces l'animatrice de télévision Sara Hildebrand. Il se sépare en 2013 de l'actrice allemande Claudia Michelsen, avec laquelle il a une fille, après douze ans de relation,,.

## Filmographie

### Cinéma
- 1999 : Die Braut
- 2001 : be.angeled
- 2002 : Equilibrium
- 2002 : Mask Under Mask
- 2003 : Luther
- 2003 : Mein Name ist Bach
- 2004 : Transport (court métrage)
- 2005 : Æon Flux
- 2006 : Aphrodites Nacht
- 2006 : Fay Grim
- 2006 : Confession d'un cannibale
- 2007 : Le Goût du sang
- 2007 : Marmorera
- 2007 : Paix meurtrière
- 2008 : Taken
- 2008 : Quantum of Solace
- 2008 : Secret défense
- 2008 : Speed Racer
- 2009 : Coco Chanel et Igor Stravinsky
- 2009 : La Papesse Jeanne
- 2009 : Same Same but Different
- 2011 : Largo Winch 2
- 2011 : Captain America: First Avenger
- 2012 : Le Club des 5 - le film
- 2013 : Lost Place
- 2013 : Frau Ella
- 2013 : Tempo Girl
- 2014 : Akte Grüninger
- 2014 : Northmen : Les Derniers Vikings
- 2014 : Le Cercle
- 2014 : Therapie für einen Vampir
- 2015 : Le Transporteur : Héritage
- 2017 : Es war einmal in Deutschland…
- 2017 : Baumschlager
- 2018 : L'Apparition

### Télévision

#### Téléfilms
- 1998 : Drei Tage Angst
- 2000 : Mein absolutes Lieblingslied
- 2001 : Todeslust
- 2003 : Moritz
- 2004 : Fremde im Paradies
- 2005 : Anjas Engel
- 2005 : Steinschlag
- 2007 : Auf Nummer sicher?
- 2008 : Voici venir l'orage...
- 2008 : Versailles, le rêve d’un roi
- 2011 : Lisas Fluch
- 2012 : Sechzehneichen
- 2012 : Operation Zucker
- 2015 : Luis Trenker – Der schmale Grat der Wahrheit
- 2015 : Nussknacker und Mausekönig
- 2018 : Cecelia Ahern: Ein Moment fürs Leben
- 2019 : Brecht, téléfilm biographique en deux parties de Heinrich Breloer : Ernst Josef Aufricht (de)

#### Séries télévisées
- 1998 : Section K3 : L'Amour à l'épreuve
- 1998 : Zwei allein
- 1999 : Doppelter Einsatz : Evas Tod
- 2000, 2005 : Wolff, police criminelle (deux épisodes)
- 2000 : Commissaire Brunetti : Un Vénitien anonyme
- 2000 : Monsignor Renard (4 épisodes)
- 2001 : Frères d'armes : Pourquoi nous combattons
- 2002 : L'Empreinte du crime (2 épisodes)
- 2003 : Die Pfefferkörner - Lampenfieber
- 2003 : P.O.W. (6 épisodes)
- 2003 : Polizeiruf 110 - Abseitsfalle
- 2003 : Servants (6 épisodes)
- 2003 : Brigade du crime - Tod einer Diva
- 2004 : Foyle's War: They Fought in the Fields
- 2004 : Inspektor Rolle - Tod eines Models
- 2005 : Hex : La Malédiction (3 épisodes)
- 2006 : Charlotte Link – Die Täuschung
- 2007 : Das Duo – Liebestod
- 2007 : MI-5 : Un Beslan britannique
- 2008 : Le Renard : Meurtre d'un éditeur
- 2008 : Le Cinquième Commandement (4 épisodes)
- 2008 : Meurtres en sommeil (2 épisodes)
- 2008 : Les Tudors : Un mariage consumé
- 2010 : Les Piliers de la Terre
- 2013 : Tatort: Schwarzer Afghane
- 2014 : Inspektor Jury – Der Tote im Pub
- 2014 : Der Kriminalist - Checker Kreuzkölln
- 2014 : Tatort: Im Schmerz geboren
- 2015 : Versailles (10 épisodes)
- 2016 : Mordkommission Istanbul – Im Zeichen des Taurus
- 2016 : Nachtschicht – Ladies First
- 2017 : Dark : Bernd Doppler adulte (3 épisodes)
- 2021 : Charité (saison 3)